# Нойроссгартен
Нойроссгартен (нем. Neurossgarten) был кварталом на северо-западе Кёнигсберга (Пруссия).

## История
Название Нойроссгартен означает на немецком «новое пастбище лошадей», а восточный пригород Кёнигсберга Россгартен (или Альтроссгартен) является его тёзкой. Местность Нойроссгартена была впервые упомянута как Альтштадишер Россгартен в 1466 году в архивах тевтонских рыцарей и состояла из лугов, пастбищ, садов и кладбища, используемых Штайндаммом. Нойроссгартен был основан как новый пригород Альтштадта, отделённый от Штайндамма в 1635 году.
По указанию Регламента Ратуши, 13 июня 1724 года король Фридрих Вильгельм I, объединил Альтштадт и Нойроссгартен в единый город Кёнигсберг. В 1890 году район от Вагнерштрассе Нойроссгартена до Штайндамма и до Пульверштрассе Трагхайма был самой густонаселенной частью города. Квартал сильно пострадал от бомбардировки Кёнигсберга в 1944 году и при штурме Кёнигсберга в 1945 году.

## Расположение

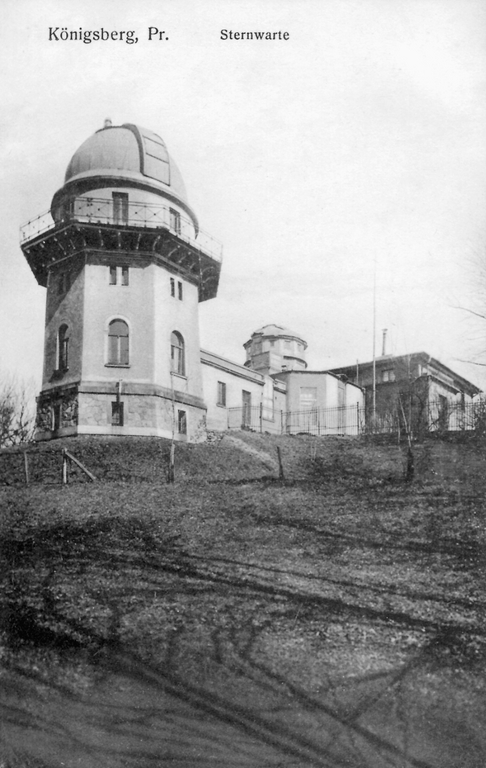
Кёнигсбергская обсерватория

Нойроссгартен граничил со Штайндаммом на востоке и Лааком на юге. На западе и севере были улицы Дойчорденсринг и Книпродештрассе, где с 17 века были построены стены в стиле барокко. За стенами расположился район Миттельхуфен.
Церковь Нойроссгартена была протестантской церковью XVII века и находилась в центре района. На ближайшей рыночной площади находились Соломенный и Сенной рынки.
Также в квартале располагались Ботанический и Народный сады, в числе немногих парков в средневековых стенах. Первый был ботанический сад, спланированный Иоганном Георгом Шеффнером в 1796 году и открывшийся к западу от церкви в 1809 году. Ботанический сад был отделён от Народного сада на западе улицей Штайндаммер Валлштрассе. В пределах Народного сада находились Кёнигсбергская обсерватория, с 1877 года Военный мемориал в честь солдат, убитых во время франко-прусской войны.
Фридрих Вильгельм Бессель, Теодор Готлиб фон Гиппель и Франц Эрнст Нейман были похоронены на кладбище Эренфридхофа в Нойроссгартене.

## Научные и медицинские учреждения
Многие институты и клиники, особенно те, которые связаны с Университетом Кёнигсберга, были расположены в Нойросгартене и соседних кварталах Лаака и Штайндамма. Они включали Институт геологии с его музеем Бернштайна, посвященным янтарю, Хирургическую клинику, Глазную клинику, Химические лаборатории, Институт анатомических исследований и Медицинский институт. Последний комплекс включал Лабораторию физиологических исследований, Патологическую клинику и Женскую клинику.
Первоначальный Институт химии открылся на Бессельштрассе в 1833 году. Институт химии был перенесен на Друммштрассе в 1888 году, в том же году Патолого-фармакологический институт был открыт на Коперникус-штрассе.